# 천전리공룡발자국화석
천전리공룡발자국화석(川前里恐龍발자국化石)은 울산광역시 울주군 두동면 천전리의 경상 누층군 대구층에 있는 중생대 백악기의 공룡발자국 화석이다. 1997년 10월 9일 울산광역시의 문화재자료 제6호로 지정되었다.

## 개요
공룡은 중생대(트라이아스기 - 백악기)에 살았던 파충류 중 일부이다. 천전리 공룡발자국화석은 천전리 각석 맞은편, 대곡천 하천의 경상 누층군 대구층에 해당하는 암석 위에 드러나 있으며, 약 1억 년 전 백악기시대에 살았던 중·대형 공룡의 흔적으로 보인다. 노두 위에는 공룡발자국화석 2백여 개가 확인되고 있다.
나타난 발자국 화석으로 보아서는 공룡들이 일정한 방향으로 이동한 것이 아니라 자유롭게 돌아다닌 것으로 보이며, 이 일대가 공룡의 생활공간이었음을 알 수 있다. 특이한 것은 공룡이 아열대 기후의 대평원이나 얕은 하천, 평야에 살았던 것으로 알려져 있어 이곳이 예전에는 비오는 때와 건조한 때가 교차하고 열대 무역풍의 영향을 받았던 사바나 지역이었음을 말해주고 있다.
천전리 공룡발자국화석은 중생대 생태학 연구에 귀중한 자료로서 문화재자료로 지정하여 보전하고 있다.

## 가는 길
장천교를 건너 우회전해 1차선 도로를 600 m 따라가면 관리소와 사진의 안내판이 있다. 관리소를 지난 후 대곡천의 콘크리트 다리를 건너 등산로를 따라가면 천전리 각석 유적이 있고 각석 맞은편에 대곡천 하상에 드러난 대구층 암석에 공룡 발자국이 드러나 있다.

## 같이 보기
- 울산광역시의 지질
- 경상 누층군 대구층
- 천전리 각석

## 참고 자료
- 천전리공룡발자국화석 - 국가유산청 국가유산포털